# Ísquio

O ísquio, item número 7.

O ísquio (do grego ἰσχίον, iskhion, que significa "anca") é um osso que constitui a zona inferior da pélvis (quadril) e que apoia o corpo quando estamos sentados.
Está subdividido em:
- Corpo do ísquio;
- Ramo ísquio-púbico (ramo inferior púbico);
- Tuberosidade do ísquio.

Os dois primeiros servem de ligação entre os ossos pélvicos (íleo e púbis). A tuberosidade serve de local de inserção de vários músculos responsáveis pela extensão dos membros inferiores (bíceps femoral, músculo semimembranoso e músculo semitendinoso
).